# Joan González Cañellas
Joan González Cañellas (nascut l'1 de febrer de 2002) és un futbolista professional català que juga com a migcampista central a la US Lecce de la Serie A. És internacional amb la selecció catalana

## Carrera
Producte juvenil de la Cornellà, González es va traslladar al planter del FC Barcelona el 5 de setembre de 2019. El 19 d'agost de 2021, es va traslladar a l'acadèmia juvenil de la US Lecce. Va començar a entrenar amb l'equip sènior del Lecce a la pretemporada l'estiu del 2022 i va ascendir a la seva plantilla abans de la seva temporada a la Sèrie A la 2022-23 després d'aconseguir l'ascens.
González va fer el seu debut com a professional i a la Copa Itàlia com a substitut final en un empat per 1–1 (derrota global 3–2) contra l'Cittadella el 5 d'agost de 2022.

## Internacional

### Catalunya
El 29 de maig de 2024 va disputar amb la selecció catalana el partit contra el Panamà, que va acabar en un empat a 2, a l'Estadi de la Nova Creu Alta.

## Estil de joc
González es va formar inicialment com a migcampista, abans de convertir -se en central al FC Barcelona, i després de nou al migcampista a la US Lecce. És un expert en el joc des del darrere amb passades precises i sovint tria el millor carril de passada. Pot jugar en un migcamp de 2 o 3 jugadors, i és un gran driblador amb un bon sentit de la posició.